# Bijbel in Gewone Taal
De Bijbel in Gewone Taal (BGT) is een Bijbelvertaling in het Nederlands uit 2014. De vertaling is gemaakt door het Nederlands Bijbelgenootschap. De BGT is tien jaar na de Nieuwe Bijbelvertaling uit 2004 verschenen. Het is een vertaling uit het (klassiek) Hebreeuws en Grieks die gericht is op duidelijkheid en begrijpelijkheid. 'Gewone taal' is de taal die mensen dagelijks gebruiken.
Aan de BGT is gewerkt tussen 2006 en 2014. Het eerste exemplaar van de Bijbel in Gewone Taal werd op 1 oktober 2014 in Den Haag uitgereikt aan de Nederlandse koning Willem-Alexander, de beschermheer van het Nederlands Bijbelgenootschap. 

## Uitgangspunten en kenmerken

### Noodzaak
De Bijbel staat bekend als een moeilijk boek. Er is een groeiende vraag naar een betrouwbare bijbel die makkelijk leesbaar is. De Bijbel in Gewone Taal kiest altijd voor gewone taal en presenteert de tekst op een duidelijke manier. De BGT bedient op deze manier een zo groot mogelijk lezerspubliek. De BGT is de enige Bijbelvertaling in het Nederlands die heel ordelijk en precies vasthoudt aan gewone taal. Ook internationaal gezien is de BGT een pioniersproject.

### Gewone taal
Gewone taal is de taal die mensen dagelijks gebruiken. Het gaat niet om simpele of kinderachtige taal, maar om vlotte, prettige taal. Het doel van gewone taal is niet om alles zo eenvoudig mogelijk te zeggen, maar om een betrouwbare, begrijpelijke en sterke tekst te bieden.
Gewone taal is taal met woorden die heel vaak in het Nederlands voorkomen. Zinnen in gewone taal hebben een begrijpelijke structuur. In zinnen in de BGT moet het direct duidelijk zijn waarover het gaat. 

### Duidelijke tekst
Richtinggevend voor de BGT is dat de vertaling moet weergeven wat de brontekst wil communiceren. De vertaalaanpak van de BGT richt zich allereerst op de grotere eenheden van alinea en perikoop. In de BGT worden voor de duidelijkheid binnen een vers, alinea of perikoop soms stukken tekst verschoven, met behoud van alle betekenisvolle brontekstelementen. De BGT legt relatief vaak een expliciet verband tussen zinnen met voegwoorden. Ook maakt de BGT vaak impliciete informatie uit de brontekst expliciet. Soms wordt informatie juist geïmpliciteerd als dat geen gevolgen voor de betekenis heeft, bijvoorbeeld bij herhalingen van een opsomming.

### Beeldspraak
In de BGT komt beeldspraak voor als deze in het Nederlands direct begrijpelijk is. In andere gevallen is de beeldspraak verduidelijkt of vereenvoudigd. Soms geeft de BGT alleen de betekenis van het beeld.

### Vertaalkeuzes
De eerste zin (Genesis 1:1) luidt: “In het begin maakte God de hemel en de aarde.” Opvallende vertaalkeuzes zijn de weergave van roeach elohiem als "een hevige wind" in plaats van "de geest van God", en de vertaling van ho logos in Johannes 1 met "Gods Zoon" in plaats van "het Woord".

#### Vertaalvoorbeeld: Matteüs 6:7
| Bijbel in Gewone Taal | Nieuwe Bijbelvertaling | Herziene Statenvertaling |
| --- | --- | --- |
| Als je bidt, moet je niet steeds maar door blijven praten. Dat doen de mensen die andere goden vereren. Ze denken: Hoe meer ik praat, hoe beter mijn god luistert! | Bij het bidden moeten jullie niet eindeloos voortprevelen zoals de heidenen, die denken dat ze door hun overvloed aan woorden verhoord zullen worden. | Als u bidt, gebruik dan geen omhaal van woorden zoals de heidenen, want zij denken dat zij door de veelheid van hun woorden verhoord zullen worden. |

#### Vertaalvoorbeeld: Psalm 46:2-4
| Bijbel in Gewone Taal | Nieuwe Bijbelvertaling | Herziene Statenvertaling |
| --- | --- | --- |
| Bij God zijn wij veilig. Hij helpt ons als we in nood zijn. We hoeven niet bang te zijn, ook al beeft de aarde, ook al vallen de bergen in zee. Laat de zeeën maar bulderen, laat de bergen maar beven, wij zijn niet bang. | God is voor ons een veilige schuilplaats, een betrouwbare hulp in de nood. Daarom vrezen wij niet, al wankelt de aarde en storten de bergen in het diepst van de zee. Laat de watervloed maar kolken en koken, de hoge golven de bergen doen beven. sela | God is ons een toevlucht en kracht; Hij is in hoge mate een hulp gebleken in benauwdheden. Daarom zullen wij niet bevreesd zijn, al veranderde de aarde van plaats en werden de bergen verzet naar het hart van de zeeën. Laat haar water bruisen, laat het schuimen, laat de bergen beven door haar onstuimigheid. Sela |